# Johannes Hagemeister
Johannes Hagemeister (* 1502 in Barth; † 1569 in Körlin) war ein deutscher Theologe der Reformationszeit in Pommern.

## Leben
Der Sohn des Albrecht Hagemeister aus Barth studierte 1522 Theologie an der Universität Greifswald. Im Gerichtsverfahren wegen der Klage des Oberpfarrherrn gegen die Stadt Stralsund vor dem Reichskammergericht wurde er als Zeuge vernommen. 1529 hielt er Vorlesungen an der Greifswalder Artistenfakultät. Nach der Promotion zum Magister wurde er Canonicus am Dom St. Nikolai. 1537 wurde er zum Rektor der Universität gewählt. Im selben Jahr vertrat er die Stadt Greifswald im Streit um eine Vikarie, die nach Wichmann Kruses Tod († 1534) an Johannes Erp übertragen worden war.
Nachdem er zum Protestantismus übergewechselt war, verließ er die Universität und wurde 1538 Pfarrer an der Nikolaikirche in Anklam. Dort geriet er mit dem Rat der Stadt und dem Generalsuperintendenten Johannes Knipstro in Streit, worauf er 1544 durch Herzog Philipp I. von Pommern-Wolgast seines Amtes enthoben wurde. Er hielt sich anschließend in Pasewalk und Stettin auf, bevor er 1559 Präpositus in Treptow an der Rega  wurde. Er nahm 1561 und 1562 an den Generalsynoden in Stettin teil. Anschließend übernahm er das Pastorat in Körlin, das er bis zu seinem Tode 1569 innehatte.

## Familie
Johannes Hagemeister war mit Ottilie von Moltke verheiratet. Der Ehe entstammten die Söhne Lucas und Johann Hagemeister, spätere Geheime Räte am Hof in Stettin. Sein Enkel Johann Hagemeister (1576–1638) begründete die adlige Linie der Familie auf Hohenselchow. Der jüngste Sohn Joachim Hagemeister wurde wie seine Nachkommen herzoglicher Rat in Wolgast.